# Tevin Brown
Tevin Brown (Fairhope (Alabama), 23 de septiembre de 1998) es un jugador de baloncesto estadounidense que juega en el Metropolitans 92 de la Pro A, la primera división del baloncesto francés. Con 1.96 metros de estatura, juega en la posición de escolta.

## Trayectoria deportiva
Es un escolta formado en Fairhope High School de su ciudad natal hasta 2018, cuando ingresó en la Universidad Estatal de Murray, situada en Murray, Kentucky, donde jugaría durante cuatro temporadas la División II de la NCAA con los Murray State Racers, desde 2018 a 2022.
Tras no ser drafteado en 2022, firma por Indiana Pacers, con los que disputa la NBA Summer League.
En octubre de 2022, firma con los Fort Wayne Mad Ants de la NBA G League.
El 17 de marzo de 2023, Brown firma por los Canterbury Rams de la NBL neozelandesa.
El 30 de julio de 2023, firma por el Metropolitans 92 de la Pro A, la primera división del baloncesto francés.